# Harrison & Abramovitz
Harrison & Abramovitz (también conocido como Harrison, Fouilhoux & Abramovitz; Harrison, Abramovitz y Abbe; y Harrison, Abramovitz y Harris) fue un estudio de arquitectura estadounidense con sede en Nueva York y activo desde 1941 hasta 1976. El estudio fue una asociación de Wallace Harrison y Max Abramovitz.

## Historia
La firma, fundada en 1941 por Wallace Harrison (1895–1981), J. André Fouilhoux (1879–1945), Max Abramovitz (1908–2004), era más conocida por sus torres corporativas modernistas en la Costa Este y las ciudades del Medio Oeste. La mayoría son sencillas. Una innovación estilística notable fue el uso de paneles metálicos estampados en la fachada, primero en el Alcoa Building de 1953 en Pittsburgh, y repetido en el Republic Center Tower I de 1953 en Dallas y el antiguo Socony-Mobil Building de 1956 en 150 East 42nd Street en Nueva York.
Tanto Harrison como Abramovitz fueron arquitectos de diseño y trabajaron de forma independiente. Algunos proyectos son claramente atribuibles a uno u otro: por ejemplo, los edificios de la Universidad de Illinois en Urbana-Champaign, la alma mater de Abramovitz, son sus diseños. El trabajo de Harrison en el Empire State Plaza "llamó su atención casi exclusivamente" durante 15 años, desde 1962 hasta 1976, lo que implica que el otro trabajo de la sociedad en ese período es principalmente atribuible a Abramovitz. Después de 1976, Abramovitz se asoció con otros arquitectos.

## Obras
- Corning Museum of Glass, Corning, Nueva York (1951)[7]
- 525 William Penn Place, Downtown Pittsburgh, Pensilvania (1951)
- Regional Enterprise Tower, anteriormente el Alcoa Building, Downtown Pittsburgh, Pensilvania (1953)
- Republic Center Tower I, Dallas, Texas (1953)
- Embajada de Estados Unidos en Cuba, La Habana, Cuba (1953)
- Socony–Mobil Building, 150 East 42nd Street, Nueva York (1956)
- Commercial Credit Company Building, Baltimore (1957)
- 129 West Trade, Charlotte, Carolina del Norte (1958)
- Several projects for Brandeis University, including the general Master Plan (1950s), Three Chapels (1955), Slosberg Music Center (1957), Pearlman Hall (1957), Goldfarb Library (1959), Wien Faculty Center (1959), Rose Art Museum (1961), Rapaporte Treasure Hall (1965), Spingold Theater (1965), y Sachar International Center[8]
- Chase Tower, Milwaukee, Wisconsin (1961)
- Springs Mills Building (Charles H. Abbe, chief designer), 104 West 40th Street, Nueva York (1961–63)[9]
- Jerome L. Greene Hall, Columbia Law School, Nueva York (1961)
- Biblioteca Dag Hammarskjöld, Nueva York (1961)
- Continental Can Building, Nueva York (1961)
- General site planning y Plaza for Lincoln Center for the Performing Arts, Nueva York (1961-1966)
- David Geffen Hall en el Lincoln Center for the Performing Arts, Nueva York (1962)
- Assembly Hall, Universidad de Illinois en Urbana-Champaign (1963)
- Erieview Tower, Cleveland, Ohio (1964)
- New York Hall of Science, Flushing, Nueva York (1964)
- Columbus Center, Columbus, Ohio (1964)
- Metropolitan Opera House en el Lincoln Center for the Performing Arts, Nueva York (1966)
- Fifth Third Center, Cincinnati, Ohio
- Main Place Tower, Búfalo, Nueva York (1969)
- PNC Center, Akron, Ohio (1969)
- Fiberglas Tower, Toledo, Ohio (1970)
- U.S. Steel Tower, el edificio más alto del Downtown Pittsburgh, Pensilvania (1970)
- 11 Stanwix Street, originalmente el Westinghouse Tower, Downtown Pittsburgh, Pensilvania (1970)
- Edificio de la sede original de la CIA, Langley, Virginia (1961)
- National City Tower, Louisville, Kentucky (1972)
- Borden Building, Columbus, Ohio (1973)
- Learning Research and Development Center, Universidad de Pittsburgh (1974)

## Galería

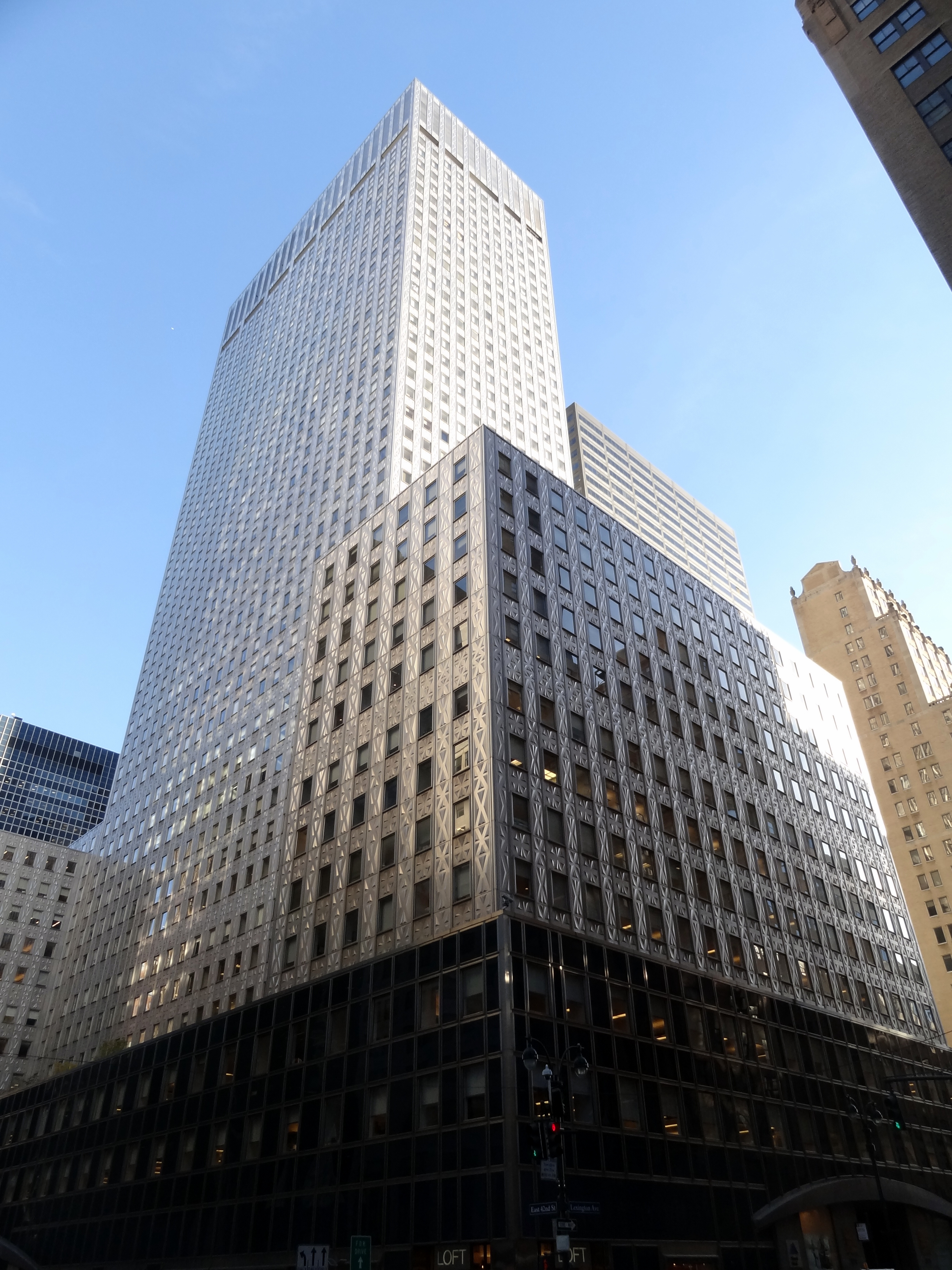
Socony–Mobil Building, Nueva York, 1956
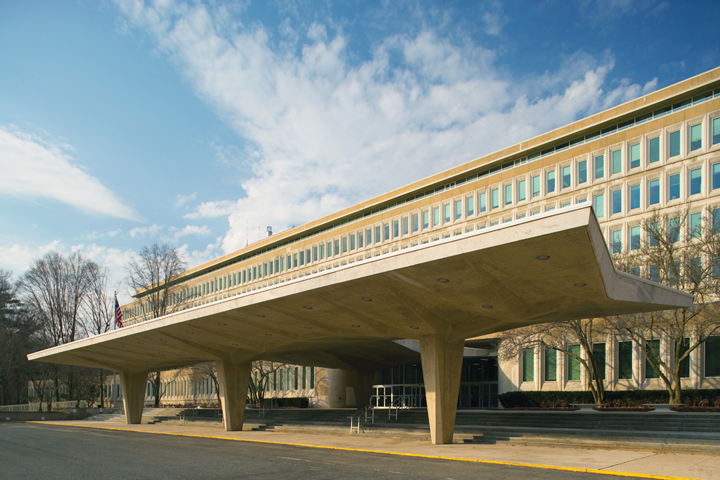
CIA Edificio de Sede Original en Langley, Virginia, 1961
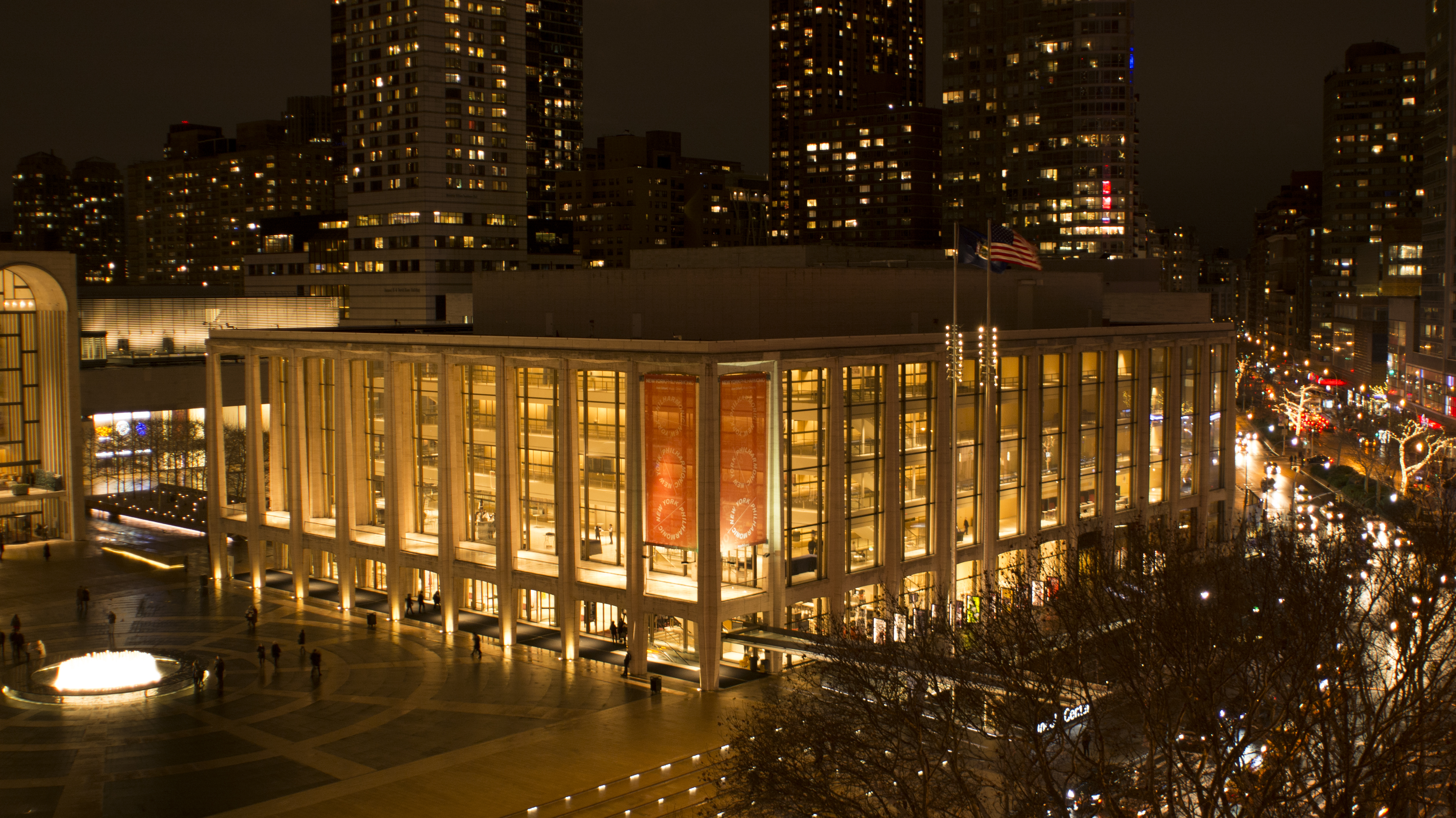
Philharmonic Sala, Lincoln Centro para las Artes escénicas, 1962
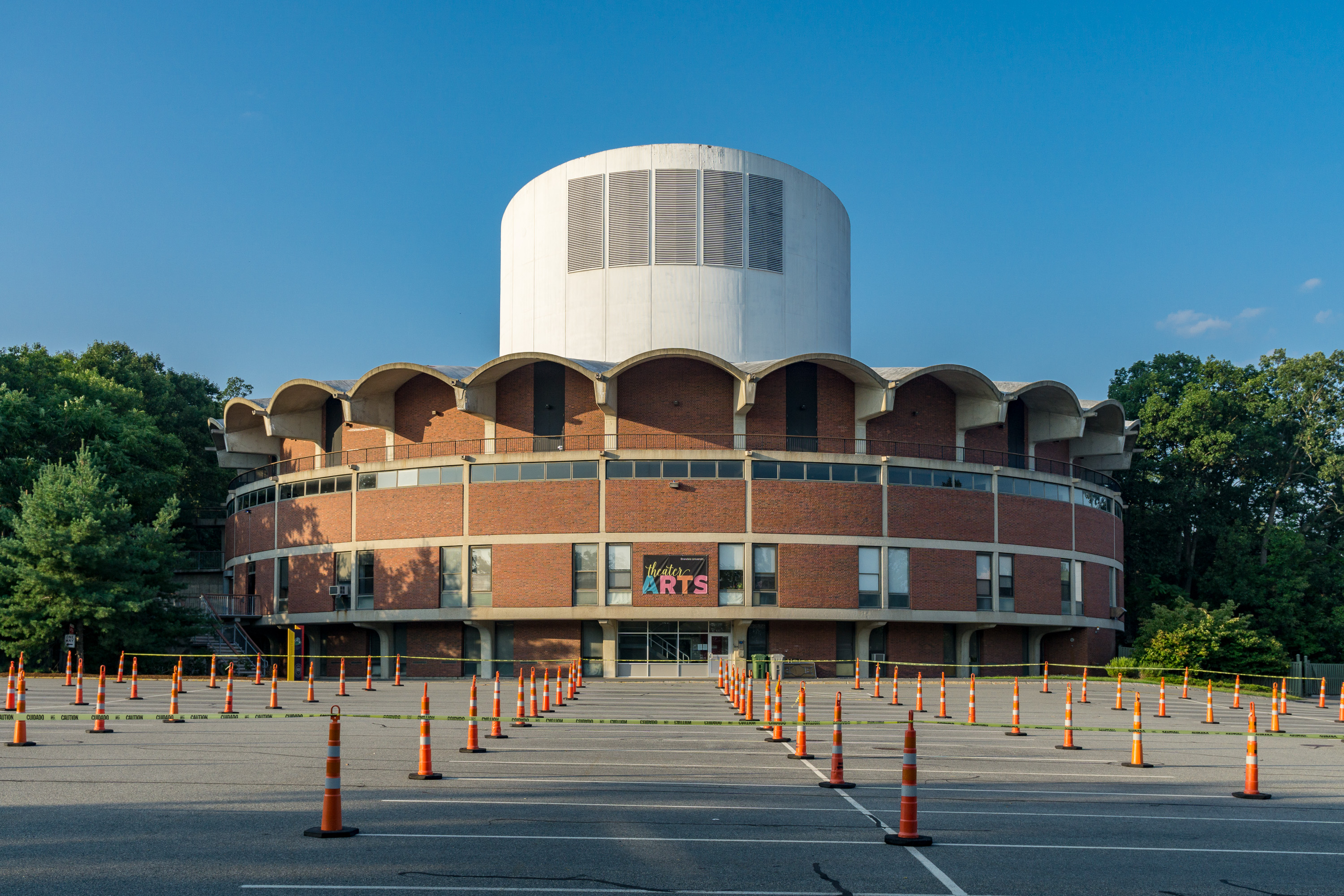
Centro de teatro Spingold, Universidad de Brandeis, 1965
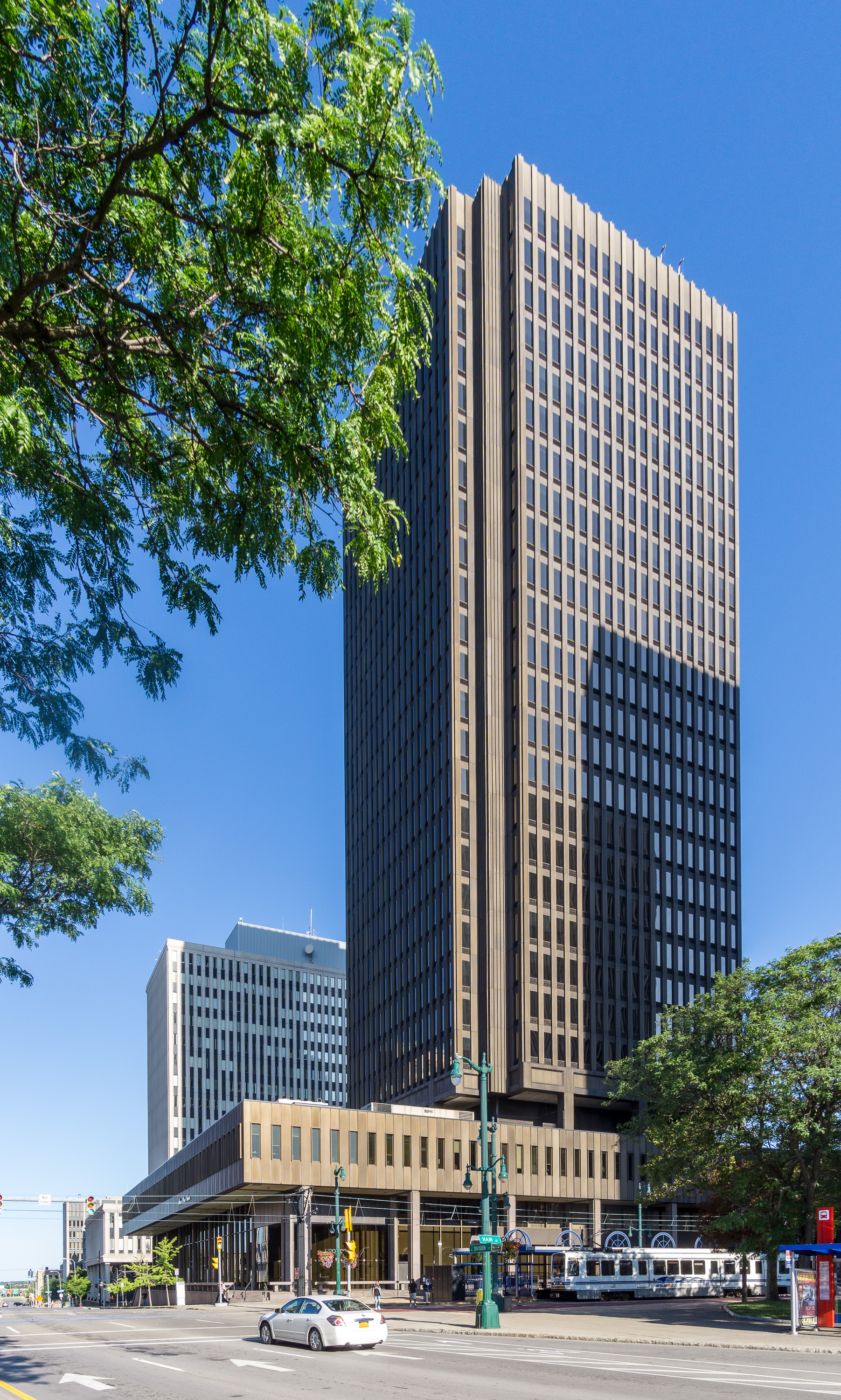
Main Place Tower, Búfalo, Nueva York, 1969